# A-6高速公路 (西班牙)
A-6高速公路（西班牙語：Autovía A-6），又稱西北高速公路（Autovia del Noreste），俗稱拉科魯尼亞公路（Carretera de La Coruña），是一條連接西班牙首都馬德里和西北部拉科魯尼亞阿台荷的高速公路，全長595公里。
中間經過托特西利亞斯、貝納文特、蓬費拉達、盧戈等大城市。